# B. R. Ambedkar
Bhimrao Ramji Ambedkar (14. travnja 1891. – 6. prosinca 1956.), poznat i kao Dr. Babasaheb Ambedkar, bio je indijski pravnik, ekonomist, političar i socijalni reformator, koji je nadahnuo budistički pokret Dalit i vodio kampanju protiv socijalne diskriminacije prema nedodirljivim (Dalitima). Također je podržao prava žena i truda. Bio je prvi neovisni indijski ministar prava i pravde, arhitekt indijskog ustava i otac osnivač Republike Indije.

## Vanjske poveznice

### Ostali projekti
|  | Zajednički poslužitelj ima stranicu o temi B. R. Ambedkar    |
|  | Zajednički poslužitelj ima još gradiva o temi B. R. Ambedkar |
|  | Wikicitati imaju zbirke citata o temi B. R. Ambedkar         |